# Korona Faustyna I

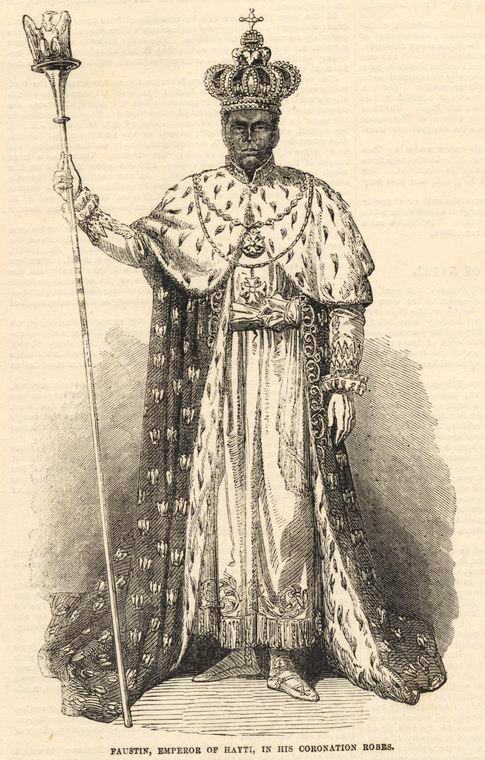
Faustyn I w stroju koronacyjnym

Korona Faustyna I – korona koronacyjna cesarza Haiti, Faustyna I
Korona została zrobiona na uroczystości koronacyjne jakie miały miejsce w Port-au-Prince w 1852 r. Wykonana została na wzór francuskich koron cesarskich.
Po abdykacji Faustyna I przeszła na własność państwa. Stanowi depozyt Banku Narodowego Haiti. Przechowywana była w Muzeum Narodowym Haiti (Mupanah). W 2007 r. w związku z kradzieżami kamieni szlachetnych w muzeum została ona ukryta.
Przez kilka lat miejsce jej przechowywania było nieznane. W 2012 r. ponownie została zaprezentowana w Muzeum Narodowym Haiti.

## Opis
Korona zamknięta, złocona. Swym kształtem i zdobieniami przypominająca insygnia cesarskie Napoleona III i Eugenii z okresu II Cesarstwa Francuzów. Pierwotnie wysadzana 8 rubinami, 8 szafirami i 720 diamentami.